# Begraafplaats van Graty
Het Kerkhof van Graty is een gemeentelijke begraafplaats in het Belgische dorp Graty, een deelgemeente van Opzullik (Frans: Silly). Ze ligt 300 m ten noorden van het dorpscentrum (Sint-Michielskerk) langs de Rue du Long Bois. De begraafplaats heeft een nagenoeg vierkant grondplan met een oppervlakte van 3.000 m² en is omgeven door een bakstenen muur.

## Britse oorlogsgraven
Op de begraafplaats liggen 2 Britse gesneuvelden uit de Tweede Wereldoorlog waarvan 1 niet geïdentificeerde. Zij sneuvelden respectievelijk op 16 en 18 mei 1940 tijdens de gevechten tegen het oprukkende Duitse leger. Hun graven worden onderhouden door de Commonwealth War Graves Commission en zijn daar geregistreerd als Graty Communal Cemetery